# Amina Adil
Amina Adil (russisch Амина Адиль; * 1929/1930 in Kasan, Tatarische ASSR, Sowjetunion; † 16. November 2004 in Lefka, Türkische Republik Nordzypern) war eine tatarische Schriftstellerin und Sufi-Theologin.

## Leben
Amina Adil wurde als eines von vier Kindern einer Tataren-Familie geboren. 1934 flüchtete ihre islamische Familie wegen der Drangsalierung durch das Sowjetsystem  zuerst nach Eleşkirt, dann nach Erzurum in die Türkei. Nach weiteren zehn Jahren wanderte die Familie von dort nach Damaskus aus.
Amina Adil studierte islamische Rechtswissenschaften bei Sheikh Salih Farfour und Sheikh Mukhtar Alayli sowie bei Scheikh Abdullah ad-Daghastani den Sufismus.
1952 heiratete sie Scheich Nazim. Aus der Ehe gingen fünf Kinder hervor.
Während der Jahre in Damaskus und der Übersiedlung nach Lefka, Zypern, leitete Adil dort das Frauen-Dhikr und unterwies Frauen im  Sufismus des Nakschibendi-Ordens.

## Schriften
- Die Propheten - (2.) Sayyidina Muhammad: Die Lebensgeschichten der Gesandten Gottes  Spohr-Verlag; 2010
- Die Propheten - (1.): Von Adam bis Jesus: Die Lebensgeschichten der Gesandten Gottes  Spohr-Verlag; 2010
- (Kinderbuch) Mein kleines Buch der Gaben des Lichts von Karima Sperling auf Englisch erzählt und illustriert, Naqshbandi-Haqqani Sufi Order of America, 2009
- Ramadan Spohr-Verlag; 2008

| Personendaten    | Personendaten                                  |
| ---------------- | ---------------------------------------------- |
| NAME             | Adil, Amina                                    |
| ALTERNATIVNAMEN  | Адиль, Амина (russisch)                        |
| KURZBESCHREIBUNG | tatarische Schriftstellerin und Sufi-Theologin |
| GEBURTSDATUM     | 1929 oder 1930                                 |
| GEBURTSORT       | Kasan, Tatarische ASSR, Sowjetunion            |
| STERBEDATUM      | 16. November 2004                              |
| STERBEORT        | Lefka, Türkische Republik Nordzypern           |